# Roadblock 2016
Roadblock, è stato un evento speciale di wrestling prodotto dalla WWE in esclusiva per il WWE Network. L'evento si è svolto il 12 marzo 2016 al Ricoh Coliseum di Toronto (Canada).

## Storyline
Nella puntata di Raw del 29 febbraio Dean Ambrose ha sfidato Triple H, affermando che non era in grado di batterlo e lo ha quindi sfidato a un match per il WWE World Heavyweight Championship. Triple H gli ha risposto dicendo che ci avrebbe pensato e che avrebbe ricevuto la sua risposta alla fine di quella sera, che si è conclusa con Triple H che è intervenuto durante il match di Ambrose contro Alberto Del Rio, causando la squalifica a favore di Ambrose, che ha attaccato Triple H, il quale ha però avuto la meglio e lo ha colpito con un Pedigree, per poi accettare la sfida e attaccarlo di nuovo. Il giorno seguente la WWE ha annunciato che il match si sarebbe svolto a Roadblock.
Nella puntata di NXT del 29 febbraio è stato annunciato che i Revival (Dash Wilder e Scott Dawson) avrebbero difeso l'NXT Tag Team Championship contro Enzo Amore e Colin Cassady a Roadblock.
Alla Royal Rumble Brock Lesnar ha eliminato dall'omonimo match i membri della Wyatt Family: Luke Harper, Erick Rowan e Braun Strowman. I tre sono però in seguito sono tornati sul ring per attaccare ed eliminare Lesnar dal match. Nelle settimane seguenti la Wyatt Family e Lesnar si sono menzionati a vicenda nei rispettivi promo e nella puntata di SmackDown del 3 marzo è stato annunciato un match tra Lesnar e Bray Wyatt per Roadblock.
L'8 marzo è stato annunciato che i membri del New Day (Big E, Kofi Kingston e/o Xavier Woods) avrebbero difeso il WWE Tag Team Championship contro quelli della League of Nations (King Barrett e Sheamus).
L'11 marzo Charlotte Flair ha annunciato che a Roadblock avrebbe affrontato Natalya per difendere il Divas Championship.

## Risultati
| # | Incontri                                                             | Stipulazioni                                           | Durata |
| - | -------------------------------------------------------------------- | ------------------------------------------------------ | ------ |
| 1 | The New Day (c) ha sconfitto The League of Nations                   | Tag team match per il WWE Tag Team Championship        | 09:49  |
| 2 | Chris Jericho ha sconfitto Jack Swagger per sottomissione            | Single match                                           | 07:54  |
| 3 | The Revival (c) hanno sconfitto Enzo Amore e Big Cass (con Carmella) | Tag team match per l'NXT Tag Team Championship         | 10:17  |
| 4 | Charlotte Flair (c) (con Ric Flair) ha sconfitto Natalya             | Single match per il WWE Divas Championship             | 13:37  |
| 5 | Brock Lesnar (con Paul Heyman) ha sconfitto Bray Wyatt e Luke Harper | Two-on-one handicap match                              | 04:03  |
| 6 | Sami Zayn ha sconfitto Stardust                                      | Single match                                           | 12:33  |
| 7 | Triple H (c) ha sconfitto Dean Ambrose                               | Single match per il WWE World Heavyweight Championship | 24:43  |

## Recensioni
Jason Powell, di Pro Wrestling Dot Net, ha affermato: "Nel complesso Roadblock è stato quello che la maggior parte di noi ha pensato che sarebbe stato: non si voleva scuotere la scaletta di WrestleMania a tre settimane di distanza. So che alcuni fan erano convinti che fosse possibile ma ciò non mi ha convinto, indipendentemente dal fatto che avrebbe potuto portare a una migliore scaletta per WrestleMania".
James Caldwell, di Pro Wrestling Torch, ha affermato che Roadblock è stato un house show glorificato per la maggior parte ma anche che la produzione meno aziendale è stata rinfrescante per uno show della WWE. Per quanto riguarda il match principale Caldwell ha affermato che il falso finale con Ambrose vincitore era interessante, ma che invece di generare heat verso Triple H ha spento l'entusiasmo.
John Powell, di Canoe.ca, ha affermato che "Non ci sono state sorprese a Roadblock, anche se è stato di gran lunga migliore rispetto a qualsiasi pay-per-view recente della WWE" e che non ha portato avanti alcuna faida o eccitamento per WrestleMania. Powell ha poi elogiato Ambrose, affermando che "nel match della sua carriera, Ambrose ha dimostrato senza ombra di dubbio che è materiale per il main event" e lo ha paragonato a Mick Foley. Powell ha anche elogiato i canadesi Natalya, Chris Jericho e Sami Zayn per aver fornito delle prestazioni eccezionali, così come i quattro wrestler di NXT, che hanno dimostrato "perché NXT è ancora lo show da guardare ogni settimana". Powell ha infine ampiamente criticato il commentatore John "Bradshaw" Layfield.
Larry Csonka, di 411mania.com, ha votato l'evento con un complessivo di 7 stelle su 10. I match vengono valutati su una scala da 1 stella a 5 e quello valutato più positivamente è stato l'incontro tra Ambrose e Triple H (****), mentre quello valutato più negativamente è stato il match tra Stardust e Zayn (*). Ha affermato di aver davvero apprezzato il match tra Ambrose e Triple H, che ha definito "molto divertente", ma non senza i suoi problemi. Csonka ha anche elogiato l'incontro valido per l'NXT Tag Team Championship (***1/2) e quello per il WWE Tag Team Championship (***).